# Мединський Максим Сергійович
Максим Сергійович Мединський (22 березня 1989, м. Болград, Одеська область, Україна — 29 квітня 2022, біля м. Харкова, Україна) — український журналіст, доброволець, військовослужбовець, лейтенант Збройних Сил України, учасник російсько-української війни. Кавалер ордена «За мужність» III ступеня (2022, посмертно). Лицар ордена Богдана Хмельницького (2022, посмертно).

## Життєпис
Максим Мединський народився 22 березня 1989 року в місті м. Болграді на Одещині.
Закінчив Інститут журналістики Київського національного університету імені Тараса Шевченка (також військову кафедру). Працював у пресслужбі Міністерства інфраструктури України, а також в команді, яка допомагала «Нафтогазу» в газовій війні та перешкоджанні запуску «Північного потоку-2».
У 2014 році, не чекаючи повістки, добровільно прибув до військкомату. Проходив військову службу на посаді заступника командира мінометної батареї 1-го батальйону. У 2015 році був демобілізований.
З початком російського вторгнення в Україну, без вагань, знову пішов до війська. Проходив службу у 95 ОДШБр.
Загинув 29 квітня 2022 року в результаті артилерійського обстрілу з боку окупантів поблизу м. Харкова.
11 травня 2022 року на Байковому кладовищі в місті Києві відбулось прощання з Максимом. Похований 12 травня 2022 року в селі Ксаверівка, Білоцерківського району, Київської області.
Залишилася дружина та донька. Прадід Максима, якого звали також Максим загинув навесні 1945 року в Польщі.

## Нагороди
- ордена Богдана Хмельницького (4 липня 2022, посмертно) — за особисту мужність і самовіддані дії, виявлені у захисті державного суверенітету та територіальної цілісності України, вірність військовій присязі[2].
- орден «За мужність» III ступеня (6 червня 2022, посмертно) — за вагомий особистий внесок у розвиток вітчизняної журналістики та інформаційної сфери, мужність і самовідданість, виявлені під час висвітлення подій повномасштабного вторгнення Російської Федерації на територію України, багаторічну сумлінну працю та високу професійну майстерність[3].

## Вшанування пам'яті
6 вересня 2022 року, на стіні Болградського ліцею, в якому навчався Максим Мединський, було встановлено Меморіальну дошку на його честь. На урочисту церемонію вшанувати захисника прийшли його батьки і вчителі, військові, ветерани АТО/ООС, прості мешканці міста.
24 серпня 2023 року вийшла пісня «Твій неймовірний шлях» гурту KARTA SVITU, присвячена памʼяті Максима Мединського.
У місті Болград Одеської області на честь Максима названо вулицю. 